# Hey Ahab
Hey Ahab è un brano composto ed interpretato da Elton John; il testo è di Bernie Taupin.

## Il brano
La canzone costituisce la terza traccia dell'album The Union (2010).
Come la precedente Eight Hundred Dollar Shoes, mette in evidenza principalmente Elton, anche se viene aperta da un interessante gioco pianistico che vede la rockstar britannica e il cantautore americano Leon Russell suonare entrambi il proprio strumento in contemporanea: John crea efficacemente la principale linea melodica eseguendo gli accordi di base del pezzo, mentre Leon incornicia il tutto con dei sapienti abbellimenti (non a scopo strutturale, bensì ornamentale ed espressivo). Il pianoforte di Elton è registrato nel canale stereo sinistro, quello di Russell nel destro.
Ad un certo punto della intro pianistica entrano improvvisamente in scena altri strumentisti, come Jim Keltner alla batteria e alle percussioni (che con il proprio battito regolare scandisce il tempo del brano) e il contrabbassista Dennis Crouch; Elton inizia quindi a cantare, mettendo in evidenza sfumature vocali aggressive e decisamente black, sulla falsariga di brani come They Call Her the Cat e Just Like Noah's Ark. Leon agisce da doppia voce nel corso del ritornello.
Nel pezzo sono presenti anche Marc Ribot e lo stesso produttore T-Bone Burnett (alle chitarre elettriche), Jay Bellerose (alla batteria e alle percussioni), Keefus Ciancia (alle tastiere) e Mike Piersante (al tamburello basco), oltre ad una sezione di cori, arrangiata e diretta da Bill Maxwell, davvero nutrita (composta da Tanya Balam, Bill Cantos, Alfie Silas Durio, Judith Hill, Kellye Huff, Perry Morgan, Tiffany Smith, Rose Stone, Tata Vega e Jean Witherspoon), udibile nelle seconde strofe, nel ritornello e nelle numerose parti strumentali; in queste ultime sono anche presenti due assoli vocali.
Il brano si configura quindi come un pezzo rock and roll con influenze funk, gospel, soul, blues: quando il tutto sembra condurre ad un'incredibile jam, la canzone sublima in una chiusura espressiva, incorniciata dalle sfumature corali, dai soffusi tocchi percussivi e da due glissando pianistici rispettivamente ascendente a discendente. Il testo di Bernie è un chiaro riferimento al romanzo Moby Dick di Herman Melville: nel titolo è infatti presente il nome del Capitano Achab, il principale antagonista del candido cetaceo. Viene anche citato il profeta biblico Giona.
Hey Ahab è stata eseguita due volte nel corso del grandioso concerto promozionale tenutosi al Beacon Theater di New York il 19 ottobre 2010 (giorno della pubblicazione di The Union negli Stati Uniti): questo perché non erano stati inizialmente previsti dei bis, ma per accontentare il pubblico si è deciso di rieseguire il brano alla fine del concerto. La canzone sarà riproposta due volte anche nel corso dello show promozionale britannico tenutosi a Londra il 28 ottobre 2010.
Hey Ahab è stata inoltre pubblicata come singolo radiofonico (ne esiste comunque un raro CD promo) nei soli Stati Uniti, in contemporanea ad Eight Hundred Dollar Shoes: risulta quindi essere il terzo singolo statunitense estratto da The Union. Ha ricevuto ottime recensioni da parte della critica: per restare in ambito italiano, si citano i commenti dei siti Discoclub.myblog.it ("'Hey Ahab' con quei due rolling pianos che si rispondono dai canali dello stereo conferma la ritrovata vena di Elton John che sembra avere anche a livello vocale la convinzione di un tempo e non si preoccupa più di dover creare l'hit single, la 'Crocodile Rock' del momento, ma solo della buona musica e ci riesce alla grande"), Onda Rock ("(...) Eccelle anche 'Hey Abab', vigoroso rock'n'roll che rende esplicito il debito artistico di Elton per Leon, con la voce di Reginald che si tinge di scuro mentre la musica rinnova il sex-appeal artistico di Russell con un grintoso mix di gospel, rock'n'roll e blues che sfiora l'estasi da jam-session") e Xtm.it ("'Hey Ahab' è un pezzo trascinante, con un finale memorabile") e della rivista Jam, che definisce il finale della canzone "gospel e soul, elevazione e delirio".

## Formazione
- Elton John: pianoforte, voce
- Leon Russell: pianoforte, voce
- Jim Keltner: batteria, percussioni
- Jay Bellerose: batteria, percussioni
- Dennis Crouch: contrabbasso
- Marc Ribot: chitarra elettrica
- T-Bone Burnett: chitarra elettrica
- Keefus Ciancia: tastiere
- Mike Piersante: tamburello basco
- Bill Maxwell: arrangiamento e direzione dei cori
- Tanya Balam: cori
- Bill Cantos: cori
- Alfie Silas Durio: cori
- Judith Hill: cori
- Kellye Huff: cori
- Perry Morgan: cori
- Tiffany Smith: cori
- Rose Stone: cori
- Tata Vega: cori
- Jean Witherspoon: cori

## Curiosità
- Per questa canzone era previsto un soffuso accompagnamento orchestrale arrangiato dall'eclettico Van Dike Parks[3], ma nel disco non ve n'è alcuna traccia (evidentemente, dopo la registrazione, Burnett avrà ritenuto opportuno eliminarlo per non sconfinare in un eccesso produttivo, ritenendo soddisfacente il pathos delle canzoni interessate anche senza l'apporto orchestrale).